# 사이드워크 오브 뉴욕
《사이드워크 오브 뉴욕》(영어: Sidewalks of New York)은 미국에서 제작된 에드워드 번스 감독의 2001년 코미디 드라마 영화이다. 에드워드 번스, 로자리오 도슨, 데이비드 크럼홀츠, 브리트니 머피, 스탠리 투치, 헤더 그레이엄, 데니스 퍼리나 등이 출연하였고, 마고 브리저 등이 제작에 참여하였다. 영화는 서로 깨닫지 못한 채로 긴밀히 얽혀있는 세 남성과 세 여성의 결혼과 연애사를 쫓아간다.

## 출연
- 에드워드 번스 - 토미 라일리, 연예 뉴스 프로듀서 역
- 로자리오 도슨 - 마리아 터데스코, 문법학교 교사 역
- 데이비드 크럼홀츠 - 벤저민 배즐러, 아파트 수위, 마리아의 전 남편 역
- 브리트니 머피 - 애슐리, 아이오와주 출신 뉴욕 대학교 재학생 역
- 스탠리 투치 - 그리핀 리초 역, 치과의사 역
- 헤더 그레이엄 - 애니 매슈스, 부동산 중개업자, 그리핀의 아내 역
- 데니스 퍼리나 - 카포, 토미의 동료 역
- 나디아 다자니
- 아이다 터투로

## 기타 제작진
- 공동 제작: 리처드 패트릭, 프랭크 프린지
- 협력 제작: 브라이언 번스, 에런 루빈
- 배역: 앨리 패럴, 로라 로즌솔
- 의상: 캐서린 마리 토머스